# 暗黒の復活
『暗黒の復活』（あんこくのふっかつ、原題：英: Dark Awakening）は、アメリカ合衆国のホラー小説家フランク・ベルナップ・ロングによる短編ホラー小説。クトゥルフ神話の1つ。
1980年の単行本『New Tales of the Cthulhu Mythos』に収録された。単行本は1983年に邦訳されて『真ク・リトル・リトル神話大系6』（vol.1と2の2分冊）として刊行された。
ロングがクトゥルフ神話を最初に書いてから、およそ半世紀が経過した、晩年の作品である。東雅夫は「避暑地の海岸を舞台に、ひそやかに忍び寄る旧支配者復活の恐怖をロマンチックに描いて印象深い」と解説している。

## あらすじ
夏、避暑地の海岸に旅行に来たわたしは、ある女性に一目惚れする。貝殻で手を切った彼女を手当てしたことがきっかけで、彼女の名がヘレンということ、夫を亡くしているということを聞く。彼女の子供たちは、ジョン、スーザンという。わたしがヘレンと話していると、突然ジョンが走り出し、壊れた防波堤に行ってしまう。今にも朽ちそうな板の上に立つ息子の姿に、ヘレンは狼狽し、わたしは少年を説得しようと話しかけるが、彼は上の空。やがて板が折れ、ジョンは海面に落下する。わたしは海に飛び込み、溺れるジョンを救命する。
ジョンが無事に目覚めたことに、ヘレンは安堵する。話を聞いたところ、ジョンは夢に似た脅迫衝動に襲われ、自分の意思を超えた勢いのままに、ある物を探しに行ったのだと証言する、彼は右手に何かを握っており、わたしは見せるよう促すも、少年は「できない」「指が動かない」と答えるのみ。わたしがいろいろと試しているうちに、ふとジョンの手が緩んで開き、それが露わとなる。ジョンやヘレンがどう反応したものかといったうちに、わたしに異変が起こる。
わたしの手がその物体をきつく握りしめ始め、指が自分の意思では動かない。続いてわたしの意識に何かが流れ込み、やがてわたしは、自分の意思とは別に勝手に走り出していた。まるで先ほどのジョンのように。異変を悟った3人が、わたしを追いかけてくる。わたしは岸辺から海へと歩いて入っていき、子供たち2人に追いつかれたそのとき、わたしの口からはこれまで考えたこともない言葉が勝手に発せられた。
「<淵みのものども>があとに続く者を待っているのだ。暗黒の復活には必ず居なければならぬ。みなもの起きて共にせよと書にある。その印を持つもの、それを見たものは。地の果てから呼び出しが、呼ぶ声があった。遅れてはならぬ。ク・リトル・リトルが動き出したぞ。シュブ・ニグラート！　ヨグ・ソトート！」
間一髪、スーザンとジョンの行動により、わたしはお守りを手放す。旅行者のわたしは知らなかったが、2週間前、秘儀集団の一員のある男が、バラバラ死体で発見された。死体が見つかったのは、ジョンがお守りを拾った場所である。病室でわたしはその事実を知らされる。まるでラヴクラフトの小説であるが、果たして彼らは小説と現実の区別がつかなくなったのか、あるいは。そして、わたしの口から出た言葉は何だったのだろう。

## 主な登場人物
- わたし - 語り手。
- ヘレン・ラズボーン - 未亡人。亡き夫との思い出ある町に来た。
- ジョン - 8歳。活発で冒険的な性格。
- スーザン - 6歳。空想的な性格。
- 「お守り」 - 蛸のような、魚のような、老人の顔のような、醜悪な海の怪物を模した人工物。材質は非金属で、光沢と弾力がある。錆びた金属の鎖に繋がっていて、アクセサリーのように首にかけることができる。
- カルトの男 - 半狂乱で腰まで届くひげを生やした奇妙な男。奇怪なお守りを持っていた。彼のような男がかつては町に10人近くいた。
- ハワード・フィリップス・ラヴクラフト - プロヴィデンスの怪奇作家。1937年没。

## 収録
- 『真ク・リトル・リトル神話大系6vol.1』『新編真ク・リトル・リトル神話大系6』遠藤勘也訳